# رونالد تشيس
رونالد تشيس (بالإنجليزية: Ronald Chase)‏ هو مصور ورسام ومخرج أمريكي، ولد في 29 ديسمبر 1934.

## روابط خارجية
- رونالد تشيس على موقع IMDb (الإنجليزية)
- رونالد تشيس على موقع قاعدة بيانات الفيلم (الإنجليزية)